# 月亮公園 (雪梨)
悉尼月亮公園（英語：Luna Park Sydney），位於澳洲悉尼米爾遜角（Milsons Point）、在悉尼港灣大橋北岸旁邊，1935年10月4日開業，園內設有多個機動遊戲。1979年中因為一次火災，導致6個小孩及1個成人死亡，公園被勒令關閉。因為多種理由，公園歷年來數度易主、關閉及重開。

## 历史
悉尼月亮公园的位置曾经被一连串的用于悉尼海港大桥建造的工作坊、起重机和铁路专用线所占据。 1932年，海港大桥建造完成后，北悉尼議會为发展这片区域向社会公开招标。与此同时，由于和格莱内尔格議會和当地居民之间的问题，南澳格莱内尔格月亮公园的老板们赫曼·飞利浦（Herman Phillips）、大卫·阿肯汀（David Atkins）和泰德·霍比·霍普金斯（Ted ‘Hoppy’ Hopkins）开始寻找合适的地点来建一座新的月亮公园。
尽管最初北悉尼議會反对建造一个娱乐公园，但在1935年3月赫曼·飞利浦还是赢得了前期工地建造的投标。在这之后没多久，格莱内尔格月亮公园就被自动清盘了。格莱内尔格月亮公园里的娱乐设施被飞利浦和其他的董事买了下来，拆卸后被运到悉尼，并且在米爾遜角花费超过3个月的时间来重新组装。悉尼月亮公园的建造和重组花费了￡60，000，雇佣了将近1,000个工程师、建筑工人、装配工和艺术家，并且由霍比和艺术家亚瑟·巴顿（Arthur ‘Art’ Barton）指挥建设。

### 1930年代到1950年代
月亮公园于1935年10月4日首次向公众开放，并迅速取得了成功。成功的开放季后，公园在冬季闭园（这一传统一直延续到1972年）。闭园期间，公园里的娱乐设施被检修并且重新喷漆，新的娱乐设备也被添加进来，这一切都在告诉顾客们，公园在闭园的三个月里有了令人眼前一亮的改变。

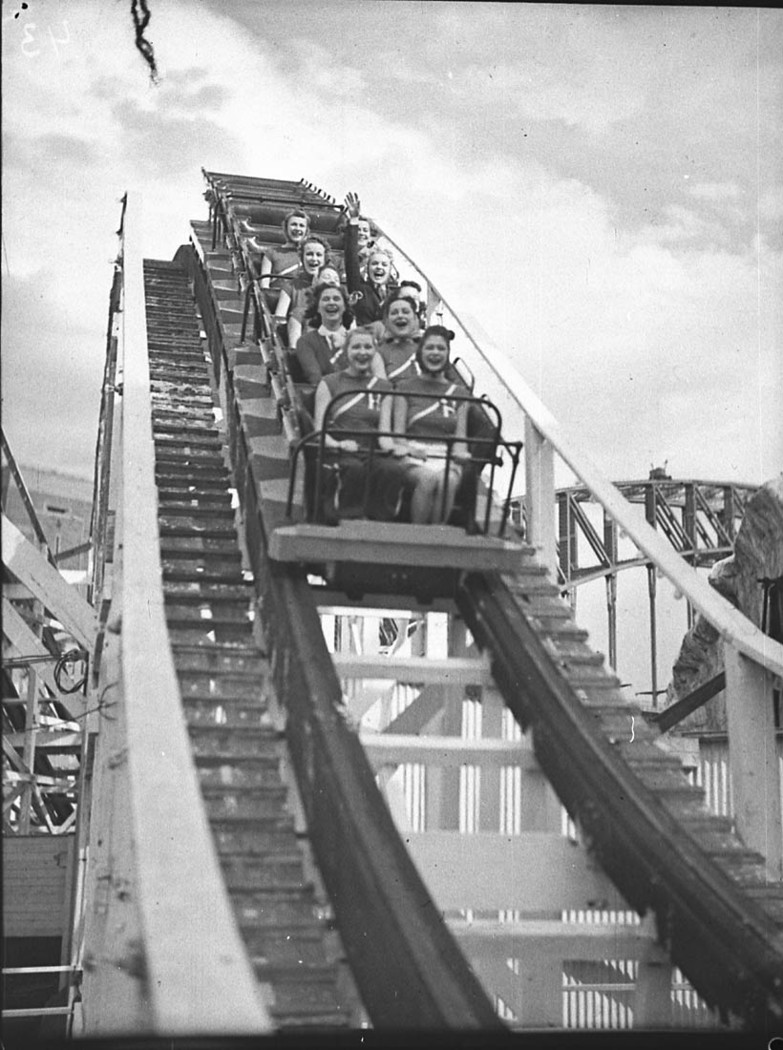
1935年，来自好莱坞酒店（the Hollywood Hotel）的表演者们滑稽地表演着乘坐‘北斗七星’过山车

第二次世界大战期间，月亮公园对军人们具有很大的吸引力；人们把这里作为晚上和女朋友约会的地点，或者是在这里约见其他人。为了防止日本偷袭悉尼，公园外部的灯被全部熄灭。霓虹灯和不必要使用的电器（主要是游乐设施的外墙）都被停止使用。军人的涌入使这片区域的妓女数量大增，澳大利亚国防部队和美国离岸海军之间大规模的争吵也经常发生。

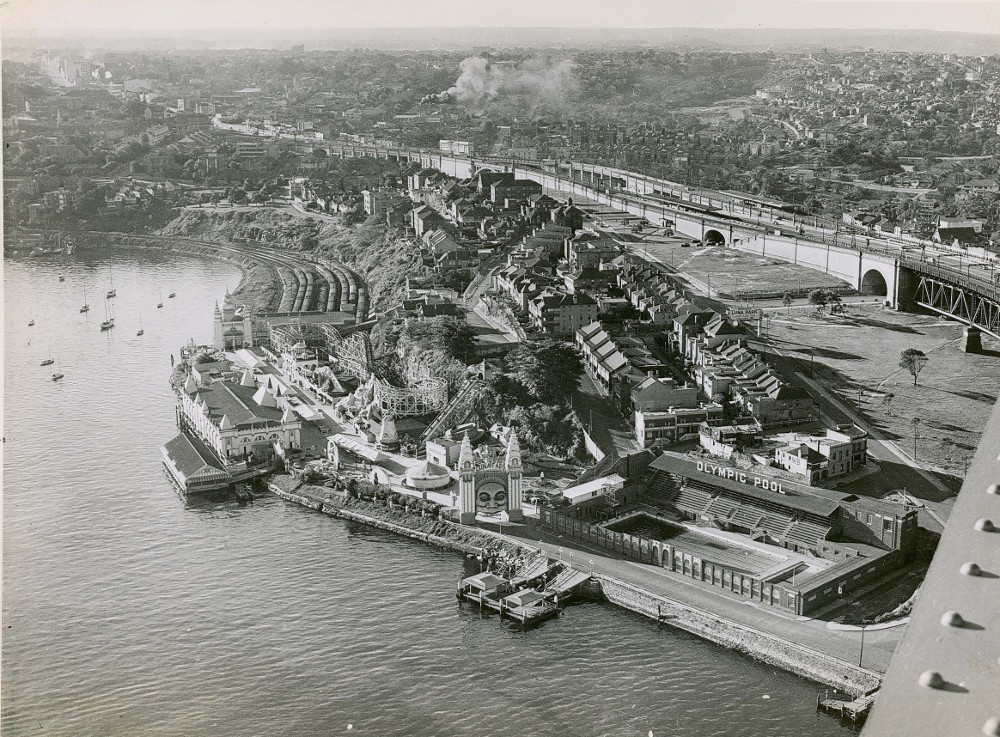
海港大桥的角度看到的米爾遜角和月亮公园

20世纪50年代早期，月亮公园发生了很多的改变也增添了很多新的娱乐设施。阿肯汀和霍普金斯在环游世界回来后，从荷兰、美国、德国和英国的游乐园里带回了新的游乐设施设计理念。大转轮被重新建造组装，变成了许多表演的舞台。亚瑟·巴顿注册并且建造了公园入口处巨大的面谱，但是现在这个面谱已经凹陷和扭曲了（这个面谱是根据老国王科尔（Cole）的图片和他现在化身的面部图像设计的）。

## 毗鄰
- 北悉尼奧林匹克游泳池

### 文獻
- Marshall, Sam.  2nd. Sydney, Australia: Luna Park Sydney Pty Ltd. 2005. ISBN 0-646-44807-2.

### 紀錄片
- Gregory J. Read (director).  (Documentary, Videotape). Sydney: Paper Bark Films (production), Total Film & Television (distribution). 1996  [2015-09-22]. （原始内容存档于2017-02-09）.

### 新聞
- Australian Associated Press. . The Sydney Morning Herald (smh.com.au). 3 January 2007  [29 November 2009]. （原始内容存档于2015-09-24）.
- Australian Associated Press. . The Sydney Morning Herald (smh.com.au). 17 August 2007  [21 November 2009]. （原始内容存档于2016-01-01）.
- Australian Associated Press. . The Sydney Morning Herald. 16 October 2007  [21 November 2009]. （原始内容存档于2013-12-30）.
- Australian Associated Press. . The Sydney Morning Herald (smh.com.au). 6 February 2009  [21 November 2009]. （原始内容存档于2015-09-24）.
- . ABC News Online. 16 October 2007  [21 November 2009]. （原始内容存档于2009-02-11）.
- Crawford, Kate. . Mosman Daily. 15 January 2014  [16 January 2014]. （原始内容存档于2014-06-20）.
- Dawson, Tom. . Channel 4. July 2008  [21 November 2009]. （原始内容存档于2015-05-01）.
- Lamont, Leonie. . The Sydney Morning Herald (smh.com.au). 11 June 2007  [21 November 2009].[永久]
- Meacham, Steve. . Sydney Morning Herald. 2005-01-05  [21 November 2009]. （原始内容存档于2015-09-24）.
- Smith, Alexandra; Cubby, Ben. . The Sydney Morning Herald. 7 September 2011  [31 December 2011]. （原始内容存档于2015-09-24）.

### 網站
- Burton, David. . David Burton's Amusement Ride Extravaganza.   [21 November 2009]. （原始内容存档于2009-04-14）.
- Burton, David. . David Burton's Amusement Ride Extravaganza.   [21 November 2009]. （原始内容存档于2009-04-14）.
- IMDB.com. . Internet Movie Database.   [21 November 2009]. （原始内容存档于2017-02-09）.
- . Big Top Sydney. Luna Park Sydney.   [23 December 2013]. （原始内容存档于2013年12月23日）.
- . Luna Park Sydney.   [29 December 2013]. （原始内容存档于2020-12-03）.
- . Luna Park Sydney.   [11 December 2012]. （原始内容存档于2019-06-30）.
- . Sydney.com.   [11 December 2012]. （原始内容存档于2015-07-16）.